# Campeonato Mundial de Patinação Artística no Gelo de 1930
O Campeonato Mundial de Patinação Artística no Gelo de 1930 foi a vigésima oitava edição do Campeonato Mundial de Patinação Artística no Gelo, um evento anual de patinação artística no gelo organizado pela União Internacional de Patinação (em inglês:  International Skating Union) onde os patinadores artísticos competem pelo título de campeão mundial. A competição foi disputada entre os dias 3 de fevereiro e 5 de fevereiro na cidade de Nova Iorque, Nova Iorque, Estados Unidos.

## Eventos
- Individual masculino
- Individual feminino
- Duplas

## Medalhistas
| Evento                        | Ouro                                   | Prata                                    | Bronze                                             |
| Individual masculino detalhes | Karl Schäfer · Áustria                 | Roger Turner · Estados Unidos            | Georges Gautschi · Suíça                           |
| Individual feminino detalhes  | Sonja Henie · Noruega                  | Cecil Smith · Canadá                     | Maribel Vinson · Estados Unidos                    |
| Duplas detalhes               | Andrée Brunet · Pierre Brunet · França | Melitta Brunner · Ludwig Wrede · Áustria | Beatrix Loughran · Sherwin Badger · Estados Unidos |

## Resultados

### Individual masculino
| Pos.              | Nome              | Nacionalidade  | Pontos |
| ----------------- | ----------------- | -------------- | ------ |
| Medalha de ouro   | Karl Schäfer      | Áustria        | 5      |
| Medalha de prata  | Roger Turner      | Estados Unidos | 11     |
| Medalha de bronze | Georges Gautschi  | Suíça          | 19     |
| 4                 | Montgomery Wilson | Canadá         | 20     |
| 5                 | Ludwig Wrede      | Áustria        | 20     |
| 6                 | Gail Borden       | Estados Unidos | 32     |
| 7                 | J. Lester Madden  | Estados Unidos | 35     |
| 8                 | William Nagle     | Estados Unidos | 38     |

### Individual feminino
| Pos.              | Nome             | Nacionalidade  | Pontos |
| ----------------- | ---------------- | -------------- | ------ |
| Medalha de ouro   | Sonja Henie      | Noruega        | 5      |
| Medalha de prata  | Cecil Smith      | Canadá         | 12     |
| Medalha de bronze | Maribel Vinson   | Estados Unidos | 16     |
| 4                 | Constance Wilson | Canadá         | 19     |
| 5                 | Melitta Brunner  | Áustria        | 23     |
| 6                 | Suzanne Davis    | Estados Unidos | 30     |

### Duplas
| Pos.              | Nome                                     | Nacionalidade  | Pontos |
| ----------------- | ---------------------------------------- | -------------- | ------ |
| Medalha de ouro   | Andrée Brunet / Pierre Brunet            | França         | 6.5    |
| Medalha de prata  | Melitta Brunner / Ludwig Wrede           | Áustria        | 13.5   |
| Medalha de bronze | Beatrix Loughran / Sherwin Badger        | Estados Unidos | 16     |
| 4                 | Constance Samuel / Montgomery Wilson     | Canadá         | 21     |
| 5                 | Isobel Rogers / Melville F. Rogers       | Canadá         | 25.5   |
| 6                 | Theresa Weld Blanchard / Nathaniel Niles | Estados Unidos | 30.5   |
| 7                 | Maude Smith / Jack Eastwood              | Canadá         | 32.5   |
| 8                 | Edith Secord / Joseph Savage             | Estados Unidos | 34.5   |

## Quadro de medalhas
| Ordem | País           | Medalha de ouro | Medalha de prata | Medalha de bronze |   | Ordem por total |
| ----- | -------------- | --------------- | ---------------- | ----------------- | - | --------------- |
| 1     | Áustria        | 1               | 1                |                   | 2 | 2               |
| 2     | França         | 1               |                  |                   | 1 | 3               |
| 2     | Noruega        | 1               |                  |                   | 1 | 3               |
| 4     | Estados Unidos |                 | 1                | 2                 | 3 | 1               |
| 5     | Canadá         |                 | 1                |                   | 1 | 3               |
| 6     | Suíça          |                 |                  | 1                 | 1 | 3               |
| TOTAL | TOTAL          | 3               | 3                | 3                 | 9 | —               |